# وال (لقب)

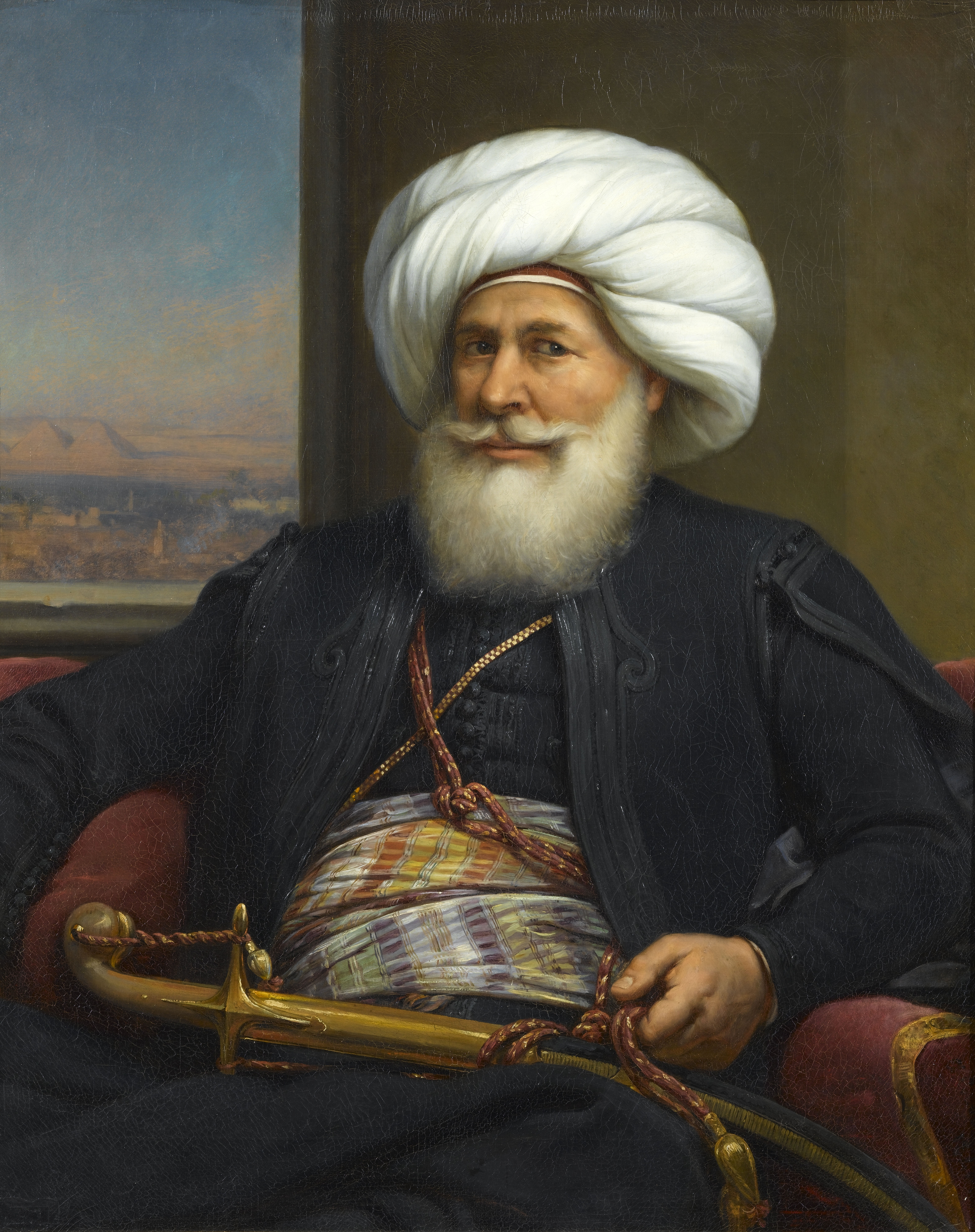

الوالي هو الشخص الذي يُعيّنه الخليفة حاكماً على ولاية من ولايات دولة الخـلافة وأميراً عليها. وتقسم البلاد التي تحكمها الدولة إلى وحدات وتسمى كل وحدة ولاية وتقسم كل ولاية إلى وحدات تسمى كل وحدة منها عمالة، ويسمى كل من يتولى الولاية والياً أو أميراً، ويسمى كل من يتولى العمالة عاملاً أو حاكماً.